# Oihan Sancet
Oihan Sancet (Pamplona, 2000. április 25. –) spanyol korosztályos válogatott labdarúgó, az Athletic Bilbao középpályása.

## Pályafutása

### Klubcsapatokban
Sancet a spanyolországi Pamplona városában született. Az ifjúsági pályafutását a helyi Osasuna csapatában kezdte, majd az Athletic Bilbao akadémiájánál folytatta.
2018-ban mutatkozott be az Athleti Bilbao tartalék, majd 2019-ben az első osztályban szereplő felnőtt csapatában. Először a 2019. augusztus 16-ai, Barcelona ellen 1–0-ra megnyert mérkőzés 66. percében, Óscar de Marcos cseréjeként lépett pályára. Első gólját 2020. június 27-én, a Mallorca ellen hazai pályán 3–1-re megnyert találkozón szerezte meg.
2023 áprilisában 9 éves szerződést írt alá a baszk csapattal.

### A válogatottban
Sancet az U18-as és az U21-es korosztályú válogatottakban is képviselte Spanyolországot.
2019-ben debütált az U21-es válogatottban. Először a 2019. október 10-ei, Németország ellen 1–1-es döntetlennel zárult barátságos mérkőzés 66. percében, Alejandro Pozot váltva lépett pályára.

## Statisztikák
2023. április 8. szerint
| Klub            | Szezon   | Osztály  | Bajnokság | Bajnokság | Kupa és Ligakupa | Kupa és Ligakupa | Nemzetközi | Nemzetközi | Összesen | Összesen |
| Klub            | Szezon   | Osztály  | Meccs     | Gól       | Meccs            | Gól              | Meccs      | Gól        | Meccs    | Gól      |
| --------------- | -------- | -------- | --------- | --------- | ---------------- | ---------------- | ---------- | ---------- | -------- | -------- |
| Athletic Bilbao | 2019–20  | La Liga  | 17        | 1         | 2                | 0                | —          | —          | 19       | 1        |
| Athletic Bilbao | 2020–21  | La Liga  | 24        | 2         | 2                | 0                | —          | —          | 26       | 2        |
| Athletic Bilbao | 2021–22  | La Liga  | 27        | 6         | 4                | 0                | —          | —          | 31       | 6        |
| Athletic Bilbao | 2022–23  | La Liga  | 27        | 8         | 7                | 0                | —          | —          | 34       | 8        |
| Összesen        | Összesen | Összesen | 95        | 17        | 15               | 0                | 0          | 0          | 110      | 17       |

## Sikerei, díjai
Athletic Club
- Copa del Rey
  - Döntős (2): 2019–20, 2020–21

- Spanyol Szuperkupa
  - Győztes (1): 2020
  - Döntős (1): 2021